# كنيسة زور زور
كنيسة زور زور (بالأرمنية: Ծոր Ծորի Սուրբ Աստվածածնի մատուռ؛ بالفارسية: کلیسای زور زور) هي كنيسة صغيرة تقع محافظة أذربيجان الغربية على ضفاف نهر زنجمار. شهدت الكنيسة أوقات ازدهار في القرن الرابع عشر قبل أن تهجر الكنيسة وتدمر أوائل القرن السابع عشر بعد أن قرر الشاه عباس الصفوي تهجير الأرمن من المنطقة.
يعود بناء الكنيسة إلى ما بين القرن التاسع الميلادي إلى القرن الرابع عشر، وهي على شكل صليب تعلوها قبة مضلعة مسقفة بسقف مخروطي الشكل. في عامي 1987-1988 قامت الحكومة الإيرانية بالأتفاق مع الكنيسة الأرمنية الأرثوذكسية بنقل الكنيسة من مكانها الأصلي إلى مكان جديد يبعد 600م لتجنيب الكنيسة الغرق بعد أن تقرر بناء سد على نهر زنجمار.
أدرجت الكنيسة على لائحة التراث العالمي مع أديرة وكنائس أخرى مثل دير القديس تداوس، دير القديس إستبانوس وكنيسة أم الرب المقدسة.

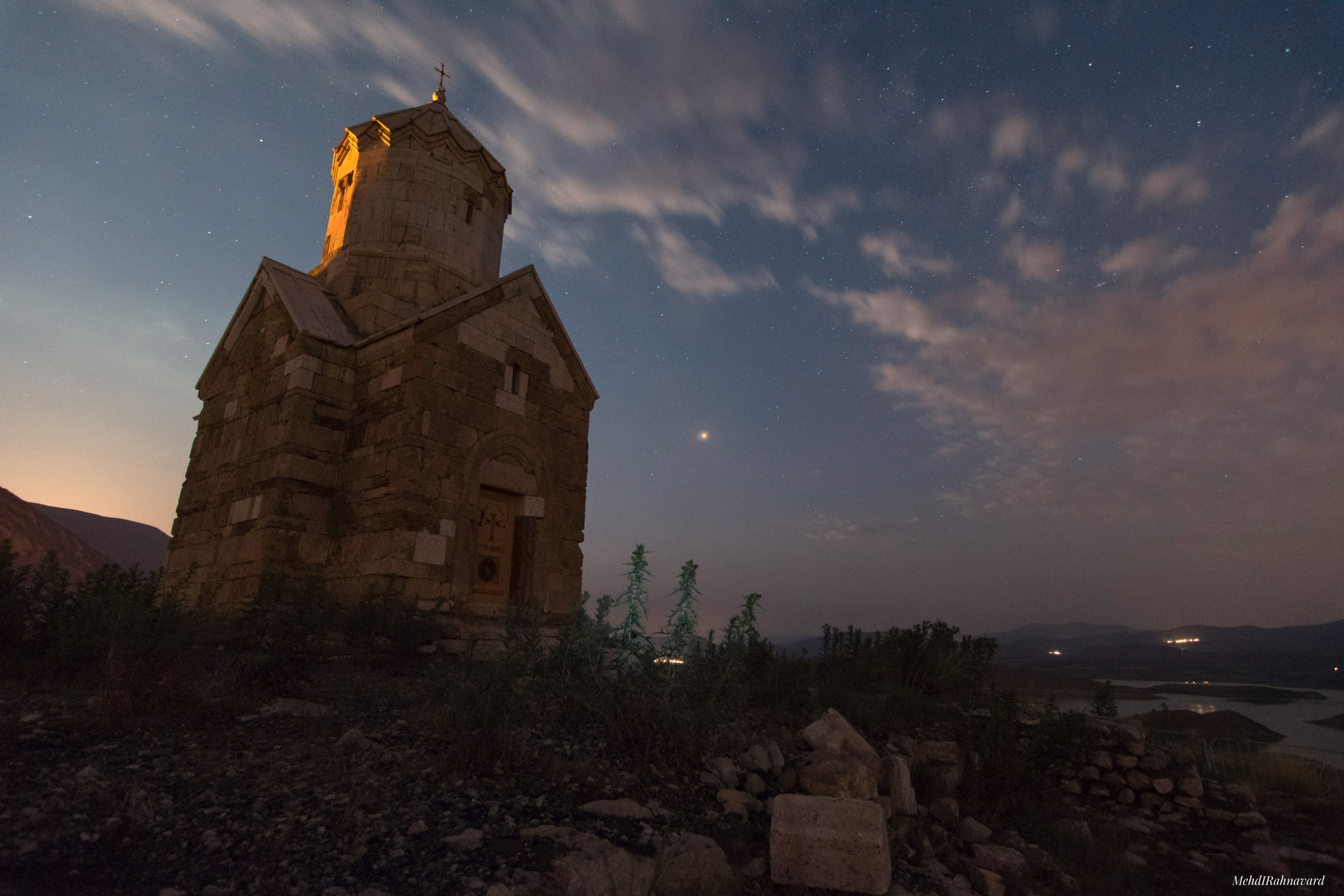
كنيسة زورزور ، أيران